# ルイ2世・ド・ムラン

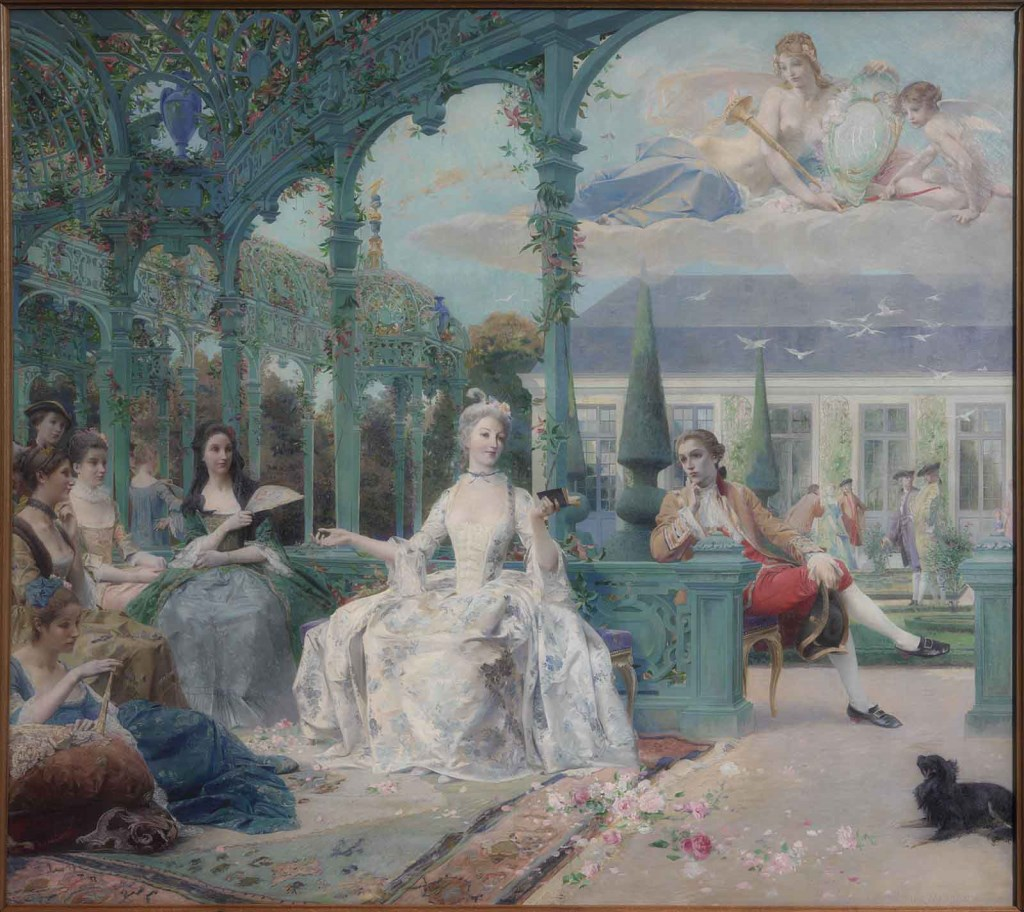
シャンティイ城内のメゾン・ド・シルヴィー（Maison de Sylvie）で共に過ごすクレルモン姫とエピノワ公、L・O・メルソン画、1895年、コンデ美術館蔵

ルイ2世・ド・ムラン（Louis II de Melun, 1694年10月 - 1724年7月31日）は、ブルボン朝時代フランスの貴族。エピノワ公、サン＝ポル伯。
エピノワ公ルイ1世・ド・ムランとエリザベート・テレーズ・ド・ロレーヌの間の第1子・長男。10歳で父を亡くしエピノワ公位を継承。また、母が所領購入や相続によって入手したサン＝ポル伯、ジョワイユーズ公爵の称号を帯びた。1716年2月23日ブイヨン公エマニュエル・テオドーズ・ド・ラ・トゥール・ドーヴェルニュの長女アルマンド（1697年 - 1717年）と結婚したが、1年後に死別した。1719年、王族のコンデ公ルイ・アンリの妹の1人クレルモン姫マリー＝アンヌ・ド・ブルボンの恋人となり、2人は秘密結婚をしたのではないかと噂された。
1724年、コンデ公家の本邸シャンティイ城の林地での狩猟パーティーに際し、鹿の角に接触し事故死した。妹アンヌの長男スービーズ公シャルル・ド・ロアンが、ムランのエピノワ公などの称号、そしてムランが母から相続する予定だった莫大な財産を継承した。

## 引用・脚注
1. ↑  “L Abeille de la Ternoise: Louis II de Melun, comte de Saint-Pol, tué à la chasse, en 1724”. 2011年7月21日時点のオリジナルよりアーカイブ。2011年3月18日閲覧。
2. ↑  Velde, François. “The Rank/Title of Prince in France”. Heraldica.org. 2009年12月2日閲覧。